# Aniołowo
Aniołowo (Duits: Rapendorf) is een plaats in het Poolse district  Elbląski, woiwodschap Ermland-Mazurië. De plaats maakt deel uit van de gemeente Pasłęk en telt 180 inwoners.